# 刘致远 (1916年)
刘致远（1916年3月18日—1956年6月9日）又名刘耀，湖北襄城西街（现属襄樊市区）人，中华人民共和国政治人物。

## 生平
1938年加入八路军，3月入中国共产党，10月任枣阳北部中心区委书记。1939年，任枣北县委书记，1940年1月，任随枣地委组织部长。1940年7月任云梦县委副书记、书记，1943年7月至1944年4月任安麻县委书记、行委会主席。1945年6月任京安县委书记。10月任信南县委书记。11月任枣阳中心县委副书记。1946年12月，任山东沂源县委书记。1949年4月任襄阳县委副书记，1950年4月，任襄樊市委书记。1951年5月，任中共襄阳地委委员兼襄樊市委书记。1958年5月，任湖北省医院副院长。1959年2月，任武昌医专党总支书记。同年6月9日病逝。